# Loučná (Hrádek nad Nisou)
Loučná (dříve Gerštorf, německy Görsdorf) je část města Hrádek nad Nisou v okrese Liberec. Nachází se na jihozápadě Hrádku nad Nisou. Loučná je také název katastrálního území o rozloze 4,68 km².

## Historie
První písemná zmínka o vesnici pochází z roku 1454, kdy se Loučná uvádí mezi dalšími sídly grabštejnského panství. Původní německý název vsi, Görsdorf, je zřejmě odvozen od jména zakladatele vesnice, tzv. lokátora, takřka jistě jakéhosi Gerharda. Se šlechtickým rodem Gersdorfů, který měl své lenní vsi také na okolním grabštejnském panství, nemá název vesnice nic společného. Protože jméno předpokládaného lokátora, Gerhard, je čistě německé, má se obecně za to, že původ vsi spadá již do období velké německé kolonizace 13. století a vlády Přemysla Otakara II. Loučná by tak patřila k nejstarším obcím Liberecka. 